# Louise Germain
Pour les articles homonymes, voir Germain.
Ne doit pas être confondu avec Louise-Denise Germain.
Louise Germain, née Louise Richier (Gap, 22 avril 1874 - Aix-en-Provence, 13 octobre 1939) est une peintre française.

## Biographie
Louise Germain est née à Gap, dans les Hautes-Alpes, mais passe l'essentiel de son enfance et de son adolescence en Algérie. Elle rentre en France avant d'avoir vingt ans puisqu'on la retrouve en 1894 suivant les cours du peintre animalier Walter Bildecombe à Marseille qui influence son œuvre.
Elle vit à Aix-en-Provence avenue Grassi avec son époux Eugène Germain et leurs deux enfants, Émile et Sylvain. 

### Rencontre avec Ravaisou et Cézanne
À 24 ans, lors de l'automne 1898, elle fait la rencontre de Joseph Ravaisou. Cette rencontre marque une évolution dans sa peinture. Jusqu'alors naturaliste, inspirée de son professeur Bildecombe, elle ajoute à son œuvre davantage d'inventivité.
Elle travaille également aux côtés de Paul Cézanne.
Elle a participé aux expositions de groupe organisées par la Société des Femmes Artistes Modernes (FAM), créée en 1931 par Marie-Anne Camax-Zoegger. Elle est présente sur la liste des artistes de l'exposition de 1935 à la Galerie Bernheim-Jeune.
Plus tard, elle veille sur Ravaisou à l'orée de son décès, et meurt dans son appartement rue Littéra en 1939. Elle est inhumée au cimetière Saint-Pierre d'Aix-en-Provence.